# Josep Orriols i Pons
Josep Orriols i Pons (Barcelona, ? – 1936) ceramista modernista.
El seu pare, Josep Orriols i Cortina, ja era ceramista i tenia una fàbrica de productes ceràmics a la Riera d'en Malla, 79 de Gràcia (Barcelona). Josep Orriols va succeir al seu pare al front de la fàbrica el 1882. A més de la fàbrica, tenia un taller a la Travessera de Gràcia, 63 i una sucursal al carrer Hospital, 118.
Com a fabricant treballa per als principals arquitectes, col·laborant, sovint amb altres artistes que realitzen el disseny i la instal·lació de l'obra, com Mario Maragliano i Lluís Brú.
Estava especialitzat en elements d'exterior, teules, revestiment de façanes, com ara escates envernissades, i rajoles per paviments.
Va rebre diversos premis en exposicions d'activitats artístiques com l'Exposición local del Fomento Voluntario de Gracia (1880) i l'Exposición de Industrias Artísticas e Internacionales del Ayuntamiento (1892). Va optar a una plaça de professor de l'Escola Superior dels Bells Oficis, però la va obtenir en Francesc Quer.

## Obres
- Lluís Domènech i Montaner:
  - Hospital de Sant Pau. Consta la seva participació, si bé la major part de la producció es deu a la fàbrica Pujol i Bausis.
  - Palau de la Música Catalana. Potser va col·laborar amb Lluís Brú en la confecció del plafó principal de la façana. Consten diverses factures de Josep Orriols.
- Antoni Gaudí:
  - Palau Güell. També aquí va compartir producció amb  Pujol i Bausis. Es desconeix l'autoria de cadascú.
  - Convent de les Teresianes. Va realitzar columnes, gerros, pinacles i xemeneies.
- Francesc Berenguer i Mestres
  - Celler Güell. Arrambador de la torre que hi ha al costat del celler. Es tracta de rajoles blanques i verdes en forma esglaonada.
  - Santuari de Sant Josep de la Muntanya (Barcelona). Arrambadors de la zona de convent-asil.
- Joan Martorell i Montells:
  - Convent de Sant Ignasi, c/Margenat, 32 (Barcelona). Escates multicolor en la torre apuntada.
  - Convent de Sant Ignasi, c/Camí de la cova (Manresa). Teules ceràmiques.
- Josep Puig i Cadafalch:
  - Casa Serra. Teules i remats amb reflexos metàl·lics; revers dels balcons.
- Antoni Rovira i Rabassa:
  - Casa de Ramon Casas, Passeig de Gràcia, 96 (Barcelona). Tota la ceràmica és d'Orriols, sota direcció artística de Josep Pascó. Arrambadors i sostre del vestíbul, columnes, font i un arrambador renaixentista al pati interior.
- Antoni Rovira i Trias
  - Mercat de Sant Antoni. Rajoles esmaltades a la zona de la cúpula.
- Enric Sagnier i Villavecchia:
  - Casa de la vda. Mandri, c/Caputxins, 39 (Barcelona). Va fer un gran plafó amb una Marededéu de Montserrat. Desapareguda.
- Salvador Valeri i Pupurull
  - Casa Comalat. Teules de tonalitat verdosa de la coberta, decoració escultòrica de la porteria, amb rosetons i flors.
- Josep Vilaseca i Casanovas:
  - Casa Comas d'Argemir, Av. República Argentina, 92 (Barcelona). Ceràmica de la façana i en la part inferior de la torre amb traces suaus.